# Línea del Albula
La línea del Albula (en alemán: Albulalinie; en italiano: Linea dell'Albula; en romanche: Lingia da l'Alvra) es una línea ferroviaria de ancho métrico del Ferrocarril Rético (RhB) situada en el cantón de los Grisones, Suiza. Esta línea conecta la ciudad de Thusis con la ciudad de St. Moritz.
La construcción de la línea del Albula comenzó en septiembre del año 1898, la inauguración tuvo lugar el 1 de julio de 1903 y la prolongación a St. Moritz empezó a operar el 10 de julio de 1904. Con sus 55 puentes y 39 túneles es una de las líneas de vía estrecha más espectaculares del mundo.
Esta línea, junto con la línea del Bernina, figura desde 2008 en el Patrimonio de la Humanidad de la Unesco.
Los trenes más famosos que operan en la línea del Albula son el Bernina Express y el Glacier Express.

## Historia
Hasta 1890, el sureste de Suiza estaba muy mal atendido por los ferrocarriles. El tráfico de tránsito alpino fue atraído hacia la línea de San Gotardo, de modo que la construcción de ferrocarriles transcontinentales en los Grisones parecía no ser económicamente viable. Solo el éxito del Landquart-Davos-Bahn (LD) llevó a un punto de inflexión. En 1895 el LD cambió su nombre a Ferrocarril Rético (RhB). Dos años después, la gente de los Grisones decidió, en un referéndum, que el RhB pasaría a ser propiedad del Estado. Estos dos cambios crearon las condiciones adecuadas para una construcción rápida de otras líneas RhB, que estaban destinadas a abrir grandes partes del cantón.
En 1890, el hotelero de Davos Willem-Jan Holsboer propuso la construcción de un enlace ferroviario desde Coira a través de Davos y a través de un túnel debajo del paso Scaletta a St. Moritz, y luego a través del paso de Maloja a Chiavenna en Italia. Holsboer tuvo que abandonar más tarde este Scalettabahn planeado, a favor de una ruta a través de lo que se convertiría en el túnel del Albula. En 1895, el pionero del ferrocarril de Zúrich, Adolf Guyer-Zeller, presentó la idea de un ferrocarril de Oriente a Engadina, que habría conectado Coira a través de Thusis y Engadina, y sobre el paso de Fuorn, con Val Venosta y Trieste. Zeller planeó esta ruta propuesta como una línea de ancho internacional. Habría pasado por debajo de los Alpes de Albula a través de un túnel de 12 km de largo desde la boca de Val Tisch hasta la Engadina debajo de Bever. Como Ofenbergbahn, el ferrocarril de Oriente a Engadina también habría cortado una conexión con Val Müstair. El 30 de junio de 1898, la Asamblea Federal en Berna decidió finalmente la construcción de la línea del Albula.
En 1896 solo había 20 km de línea ferroviaria de ancho internacional en los Grisones y 90 km de vías férreas de ancho métrico. Se dio prioridad a la construcción de una conexión ferroviaria al spa en St. Moritz, que en ese momento estaba a 14 horas en diligencias de la etapa distante de Coira, el término de la línea de ancho internacional.
Después de llegar a Thusis desde Coira, la construcción de la línea del Albula comenzó el 15 de octubre de 1898. A diferencia de la línea del Bernina, que se inauguró diez años después, y que funcionó en forma totalmente electrificada desde el principio, la línea del Albula todavía era un ferrocarril de vapor en su concepción. Además (y de nuevo a diferencia de la línea del Bernina), estaba destinado a estar universalmente disponible, ante todo para el transporte de mercancías. Como las locomotoras de vapor de la época aún no eran muy potentes, y para permitir las velocidades más altas posibles, los gradientes máximos se restringieron al 3,5%, y el radio mínimo de curva también se definió generosamente. Por lo tanto, la línea del Albula, en aras de maximizar su eficacia, no puso a prueba los límites técnicos de un ferrocarril de adhesión. Sin embargo, tal estilo arquitectónico requería una variedad de estructuras de ingeniería. Entonces, por ejemplo, los viaductos fueron construidos exclusivamente de manera sólida. Especialmente problemático fue el ascenso del valle entre Bergün/Bravuogn y Preda, donde en una distancia de 5 km se necesitaba superar una diferencia de altitud de más de 400 m. Para mantenerse dentro de los parámetros de gradiente máximo, el supervisor del proyecto, Friedrich Hennings, ideó una intrincada alineación, que prolongó el recorrido de la línea en 12 km. Dos túneles curvos, tres túneles espirales y varios puentes superaron el problema de ingeniería, al enrollar las vías como si fueran la rosca de un tornillo. En esta parte de la línea, la construcción de los túneles espirales de Rugnux de 660 m de longitud provocó problemas en particular, debido a que el agua fría de la montaña a 4 °C obstaculizó las actividades de los trabajadores.

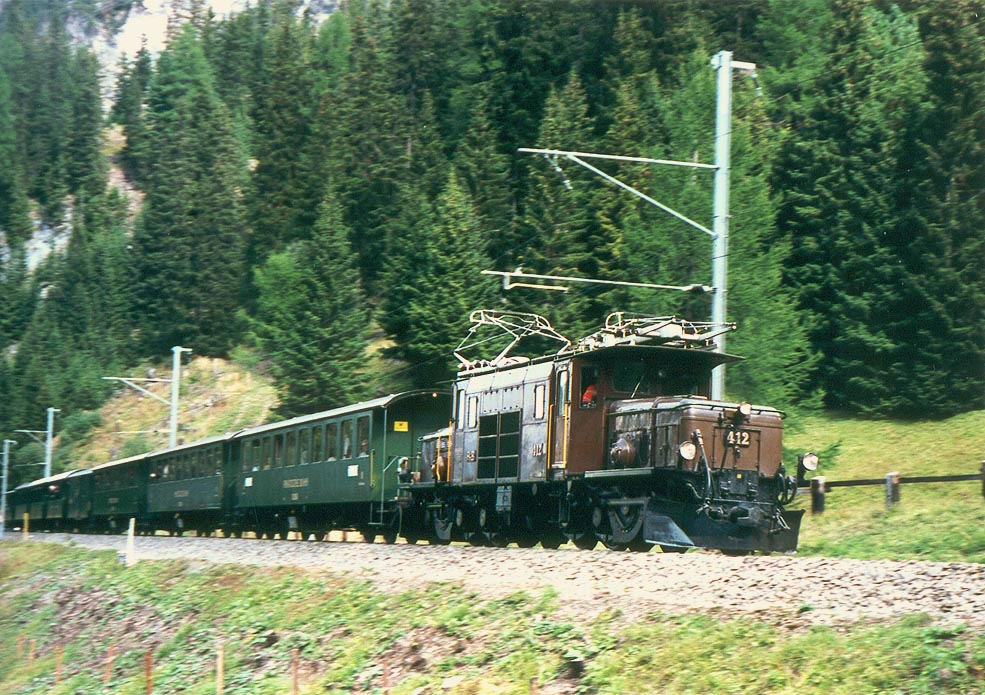
Tren nostálgico cerca de Preda

Más allá de Preda surgió la parte central de la línea, el túnel del Albula de 5866 m de largo, que pasa bajo la cuenca entre el Rin y el Danubio a pocos kilómetros al oeste del paso del Albula. Con su elevación máxima de 1820 m sobre el nivel del mar, el túnel es, después del túnel Furka, el segundo túnel alpino más alto de Suiza. La perforación del túnel se vio obstaculizada por problemas inusuales causados por el flujo de agua, y esto llevó a la quiebra del contratista de la construcción. Un total de 1316 personas participaron en la construcción del túnel del Albula. En total hubo 16 accidentes fatales que involucraron a trabajadores. A las 03:00 horas del 29 de mayo de 1902 se logró juntar el túnel, en un punto de 3030 m desde el portal norte y de 2835 m desde el portal sur.
El 1 de julio de 1903 se pudo celebrar la apertura de la sección entre Thusis y Celerina. Como el RhB y el municipio de St. Moritz aún no habían llegado a un acuerdo sobre el lugar de la estación de St. Moritz, la inauguración de la sección restante de 3 km de largo tuvo que retrasarse hasta el 10 de julio de 1904.
La escasez de carbón durante la Primera Guerra Mundial llevó al RhB a lidiar con la tarea de electrificación. El 20 de abril de 1919, la primera sección de la línea a electrificar, el enlace entre Bever y Filisur, se energizó con el sistema de corriente alterna de 11 kV a 16,7 Hz, utilizado en la línea de la Engadina. El 15 de octubre de 1919 siguió la prolongación a Thusis.
Desde 1930, el Glacier Express ha seguido la ruta de la línea del Albula. El Bernina Express fue agregado después de la Segunda Guerra Mundial. Ambos trenes han operado desde entonces como puntas de lanza de la legendaria reputación del Ferrocarril Rético como una compañía ferroviaria entre los fanáticos del ferrocarril de todo el mundo.
Desde que la línea fue equipada con un sistema de seguridad de bloqueo en 1969, ha sido posible el monitoreo remoto del tráfico de trenes en la mayoría de las estaciones de la línea. En 2005 el Centro de Control Ferroviario en Landquart asumió las tareas anteriores de la estación de monitoreo remoto en Filisur.
La subestación de Bever se modernizó en 1973. Las prolongaciones sucesivas de los bucles de paso en las estaciones los han alargado a más de 260 m, el equivalente a un tren expreso con 13 vagones. Desde finales de la década de 1990 RhB ha instalado tres secciones cortas de vía doble (en Thusis, Filisur y debajo de Preda) para que los cruces de trenes por hora fluyan más suavemente. Las partes restantes de la línea son de vía única como antes, y en gran parte todavía mantienen la configuración original de 1904.

## Accidentes e incidentes
- El 13 de agosto de 2014 un tren de pasajeros fue dañado por un desprendimiento de tierra y descarriló en Tiefencastel, Grisones.

## Descripción de la línea

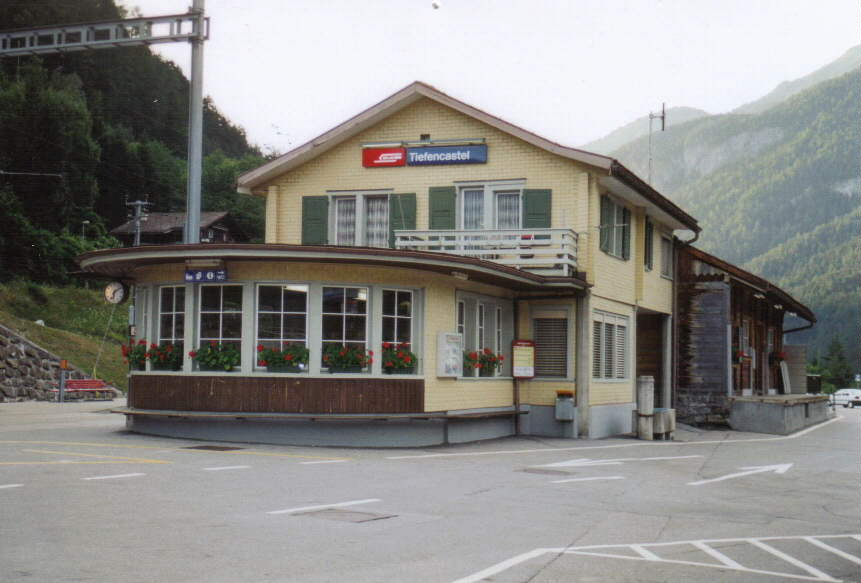
La estación del Ferrocarril Rético en Tiefencastel

La línea del Albula comienza en Thusis, donde se conecta con la línea de Landquart-Coira, construida en 1896. Después de la estación de Thusis, la línea cruza el río Hinterrhein, así como la autopista A13, y entra en el valle de Albula, que, al este de Thusis, es conocido como el Schinschlucht. Incluso en esta etapa temprana pasa por muchos puentes y túneles. Después de la estación de Solis a 8 km de Thusis, la línea cruza el Albula por primera vez mediante el viaducto Solis de 89 m de altura, que es el puente más alto del Ferrocarril Rético.

Mapa de la sección Bergün-Preda

Entre Tiefencastel y Filisur el tren cruza el viaducto Schmittentobel de 35 m de altura y 137 m de largo. Poco antes de Filisur llega a una de las marcas registradas de la línea del Albula, y a menudo también del Ferrocarril Rético en general: el viaducto de Landwasser, de 65 m de altura, que en una curva de solo 100 m de radio conduce directamente a un túnel a través del acantilado en el extremo opuesto.
En la estación de Filisur se encuentra la confluencia entre la línea del Albula y el ramal de Davos Platz. Entre Filisur y Bergün el tren asciende 292 m y pasa por el primer túnel en espiral. La siguiente sección, entre Bergün y Preda, es el ejemplo más exigente de la tecnología ferroviaria en la línea del Albula: para superar la diferencia de altura de 417 m entre Bergün y Preda, en solo 6,5 km, sin requerir pendientes o radios excesivos, la ruta se extiende 12 km por varias estructuras de ingeniería (incluidos tres túneles en espiral, dos túneles curvos y cuatro viaductos que cruzan valles). Poco después de la salida de la estación de Bergün, donde una locomotora apodada “cocodrilo” rético se erige como un monumento, el tren vuelve a subir por una pendiente del 3,5%. Por medio de las diversas estructuras recién identificadas la línea se cruza sobre sí misma dos veces. Los fanáticos del ferrocarril también pueden ver la sección Bergün-Preda desde un sendero natural de historia del ferrocarril adyacente a la línea.

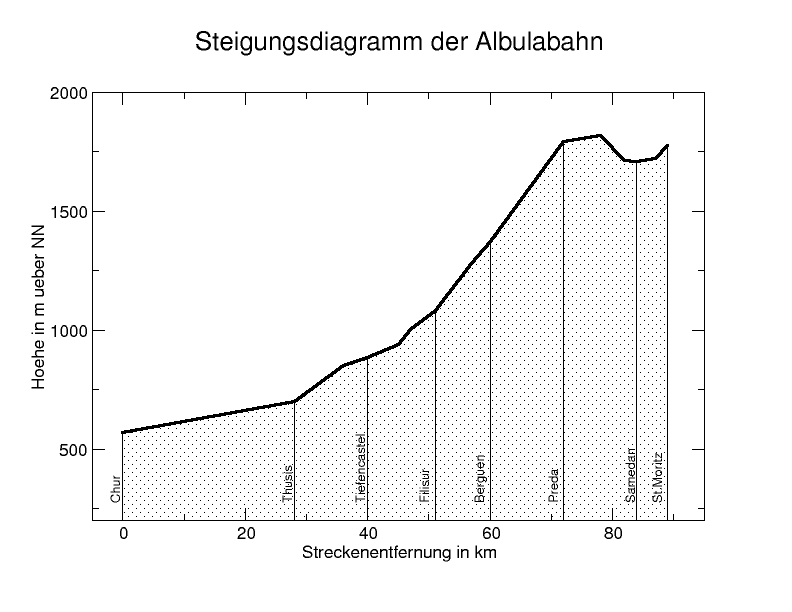
Diagrama de pendientes de la línea del Albula

En la aldea de Naz, cerca de Preda, la línea cruza una breve meseta donde durante varios años ha habido una sección de doble vía de aproximadamente 1 km de largo. Poco después de la estación de Preda que, a 1789 m sobre el nivel del mar, es la estación más alta de la línea del Albula, se encuentra en el portal norte del túnel Albula. Después de pasar por el túnel y la estación de Spinas en el portal sur, el tren desciende en una pendiente de hasta 3,2%, para llegar a la Alta Engadina en Bever, en Val Bever. Aquí hay una confluencia con la línea de la Engadina desde Scuol-Tarasp. En la siguiente estación, Samedan, se bifurca la línea hacia Pontresina. El Bernina Express toma este ramal, que conecta la línea del Albula con la línea del Bernina a Tirano. Por otro lado, el Glacier Express sigue la línea principal, a través de Celerina, hasta la terminal de la línea del Albula en St. Moritz.
Originalmente, se planeó prolongar  la línea del Albula, a través del paso de Maloja, a Chiavenna en Italia. Al final debía haber una conexión con la línea ferroviaria italiana que corre a lo largo del lago de Como a Milán. A la luz de esos planes, la estación de St. Moritz fue, y sigue siendo, presentada como una estación de paso. Mientras que en el lado suizo los planes para una línea a través de Bregaglia alcanzaron una etapa avanzada, en el lado italiano solo hubo vagas declaraciones de intenciones para una línea que nace en la frontera en Castasegna. La Primera Guerra Mundial y la posterior recesión económica impidieron la implementación de los planes. Hoy la ruta del paso de Maloja es servida por una línea de autobús postal transfronterizo.

## Tráfico de trenes

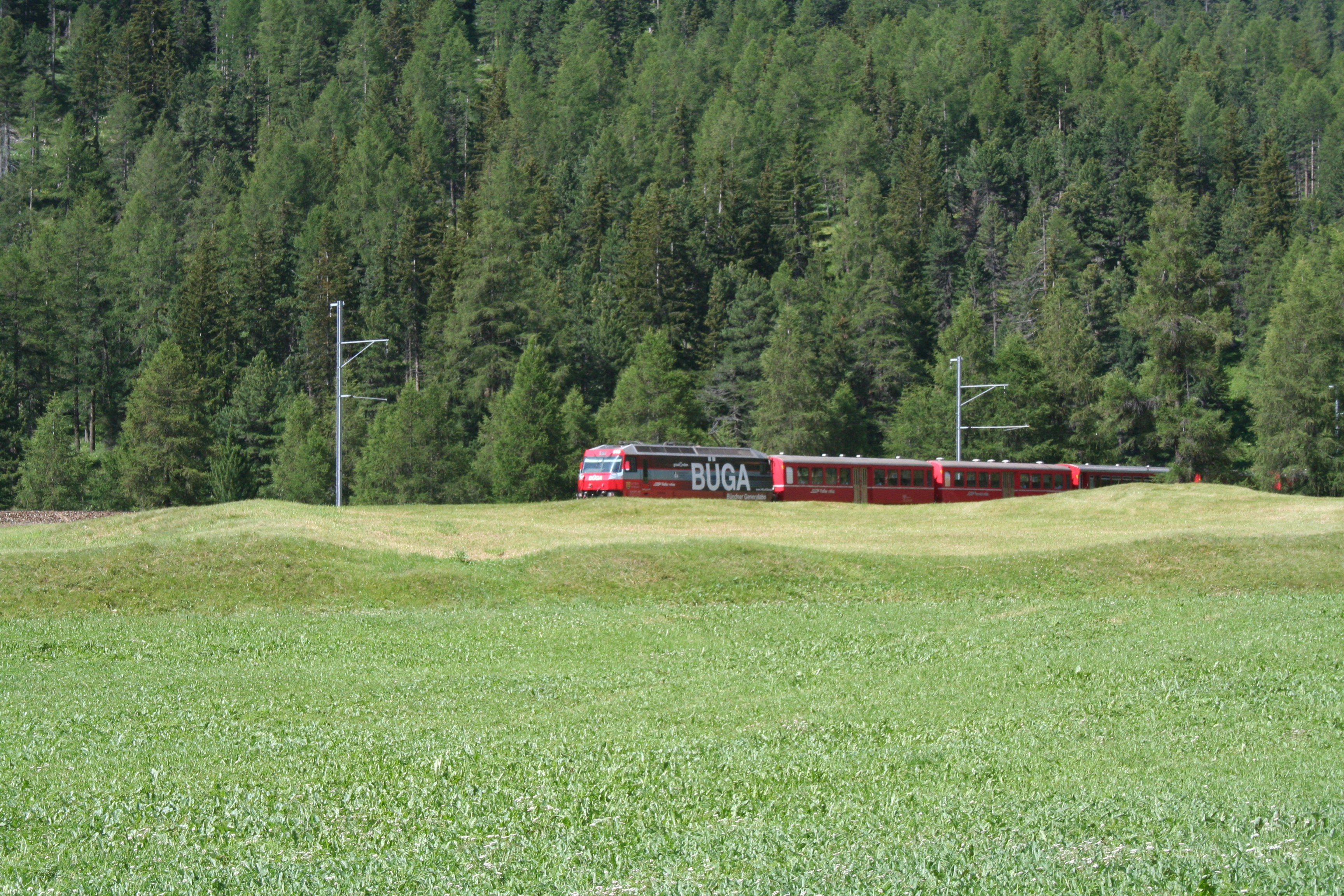
Tren de la línea cerca de Bever

Entre Coira y St. Moritz hay trenes rápidos todos los días a intervalos regulares por hora. Estos trenes se conocen oficialmente como servicios RegioExpress desde diciembre de 2004. Para la sección de Thusis a St. Moritz, los trenes rápidos requieren 1 hora y 34 minutos y, por lo tanto, circulan a una velocidad promedio de 39 km/h. Solo las llamadas estaciones de tren rápido son atendidas por estos trenes. En las otras estaciones, los trenes ya no hacen parada desde la década de 1990. En Surava y Alvaneu solo algunos trenes aún se detienen, y solo en horas punta. En la temporada alta de verano también hay trenes expresos especiales orientados al turismo con coches panorámicos, para los que hace falta reserva previa y abonar suplementos. Estos trenes son el Glacier Express de Zermatt a St. Moritz y el Bernina Express de Coira a través de Samedan y Pontresina a Tirano.
La tracción más utilizada en la línea del Albula es la moderna clase de locomotora eléctrica Ge 4/4 III, que también está en servicio en la línea del Vereina. La línea del Albula fue una vez el principal lugar de circulación del Cocodrilo Rético (Ge 6/6 I). Las dos locomotoras restantes de esta clase, y la históricamente similar Ge 4/6, todavía remolcan hoy trenes especiales. Pero las nuevas locomotoras RhB no han alcanzado la popularidad de los Cocodrilos. Sin embargo, son de uso diario, y las dificultades operativas que enfrentan apenas se pueden comparar con las que se encuentran en otros ferrocarriles de esta magnitud y ancho de vía, debido a la naturaleza de la ruta y la densidad del tráfico. Además, para un ferrocarril de vía estrecha, el tráfico de mercancías es inusualmente denso, que en un terreno montañoso cubre gran parte de lo que de otro modo sería transportado por carretera. Casi todas las estaciones de la línea cuentan con trenes de mercancías; las estaciones más grandes están equipadas con (al menos) una locomotora de maniobras propia. Los productos más importantes que transitan por la línea son madera, cemento y otros materiales de construcción, productos de aceite mineral y alimentos.

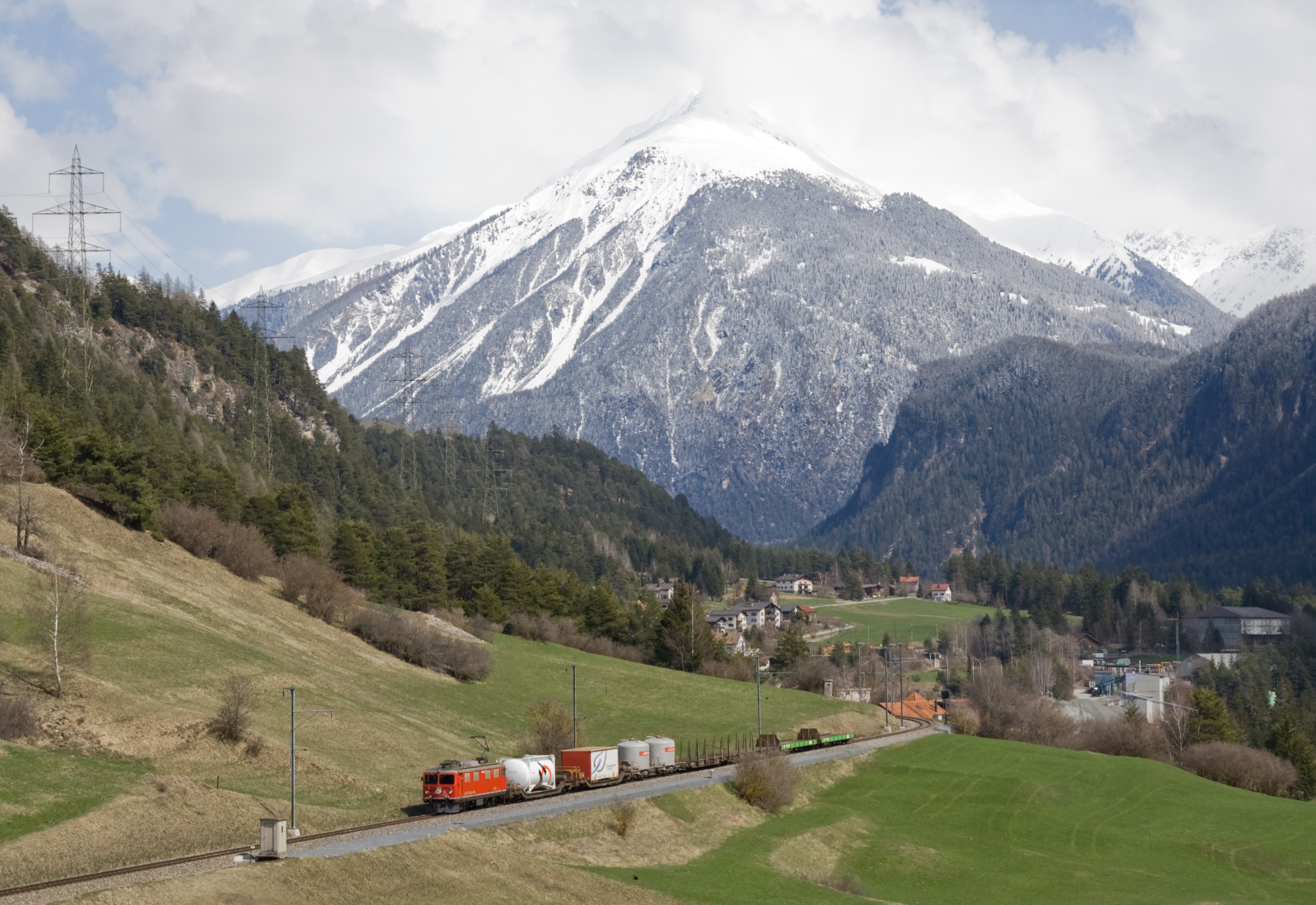
Tren de mercancías entre Tiefencastel y Surava

Otra área de responsabilidad del ferrocarril es el transporte de automóviles a través del terreno montañoso, junto con sus pasajeros. Las condiciones climáticas alpinas hacen que sea imposible utilizar los pasos alpinos durante todo el año, mientras que con la ayuda de la línea del Albula la barrera de la montaña se puede superar sin ningún problema. Por lo tanto, el Ferrocarril Rético ofrece a los usuarios de la carretera la opción de cargar sus propios automóviles en Thusis en vagones especiales para su transporte a Samedan.
En la sección de Bergün a Preda también hay los llamados trenes de trineo, que operan en invierno. Estos servicios transportan trineos desde Bergün a Preda. En Preda los trineos se deslizan por la carretera del paso Albula, que está cerrada para el tráfico en invierno, y se utiliza como pista de trineo a Bergün.